# Hipódromo de Tallin
El Hipódromo de Tallin (en estonio: Tallinna Hipodroom) es una pista de carreras de caballos con arnés en la ciudad de Tallin, la capital del país europeo de Estonia. La pista se encuentra en la parte oriental de la ciudad, en el distrito Põhja-Tallinn. Fue establecido en el año 1923. Los Eventos hípicos se llevan a cabo los sábados por medio.

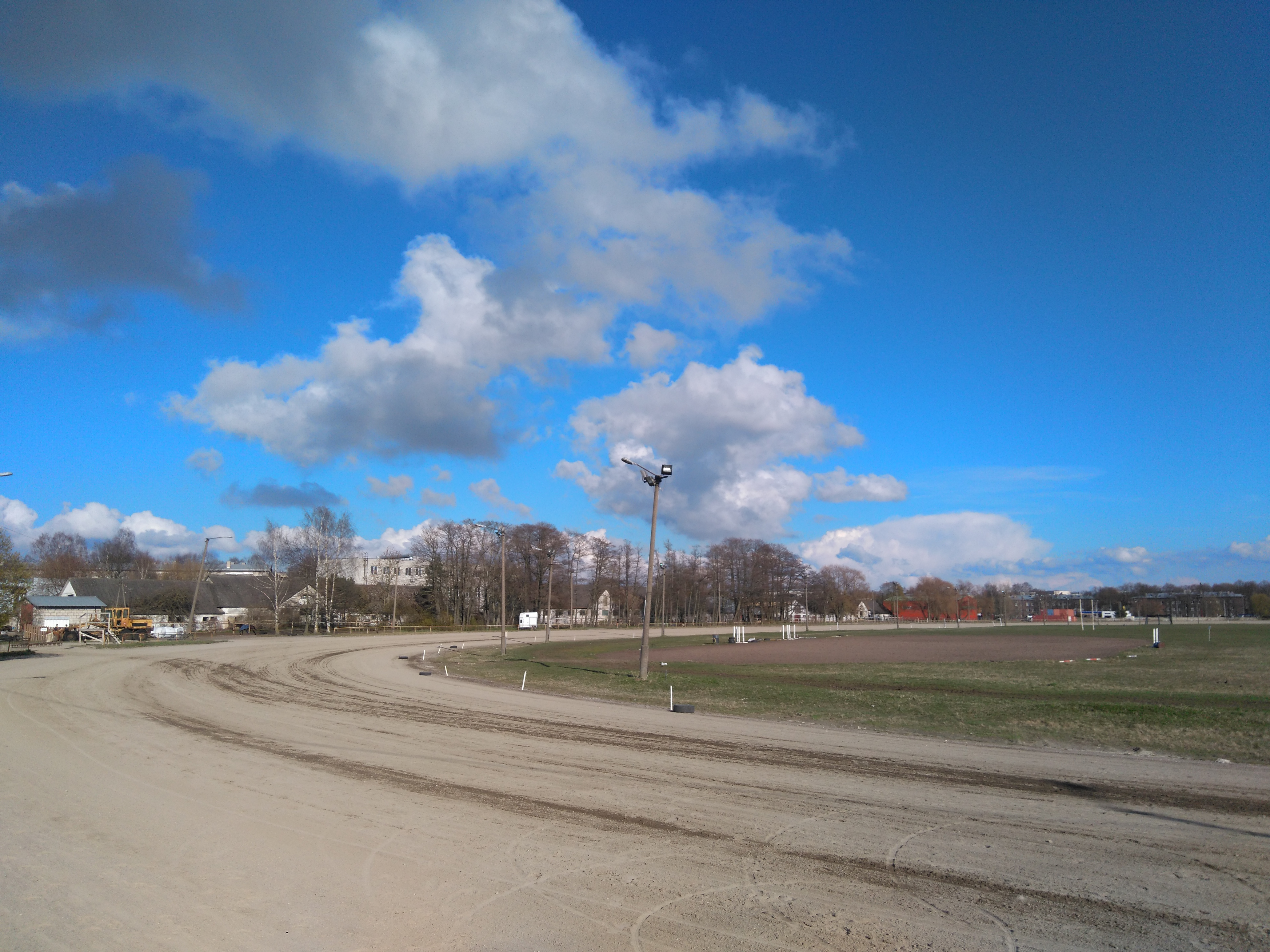
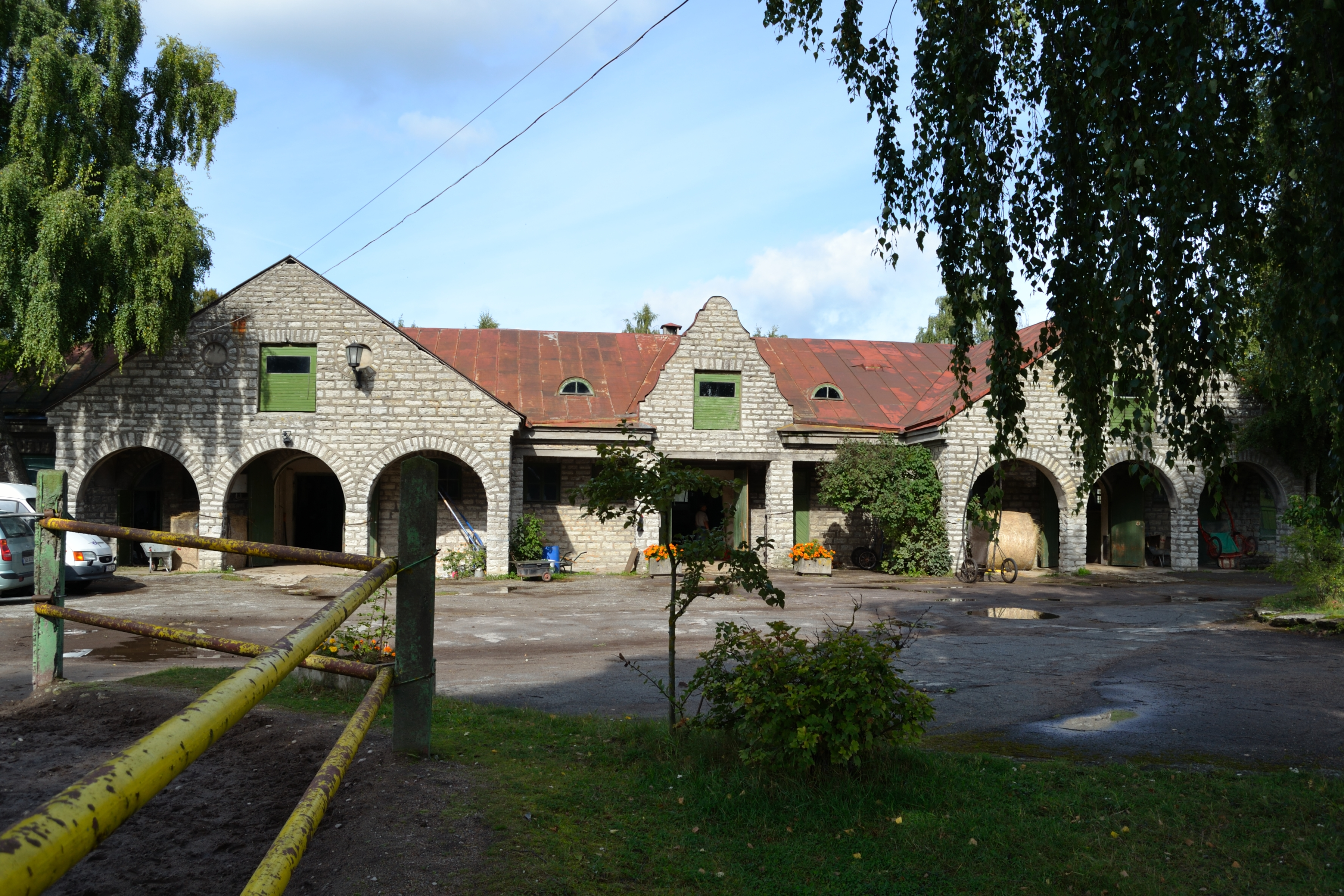
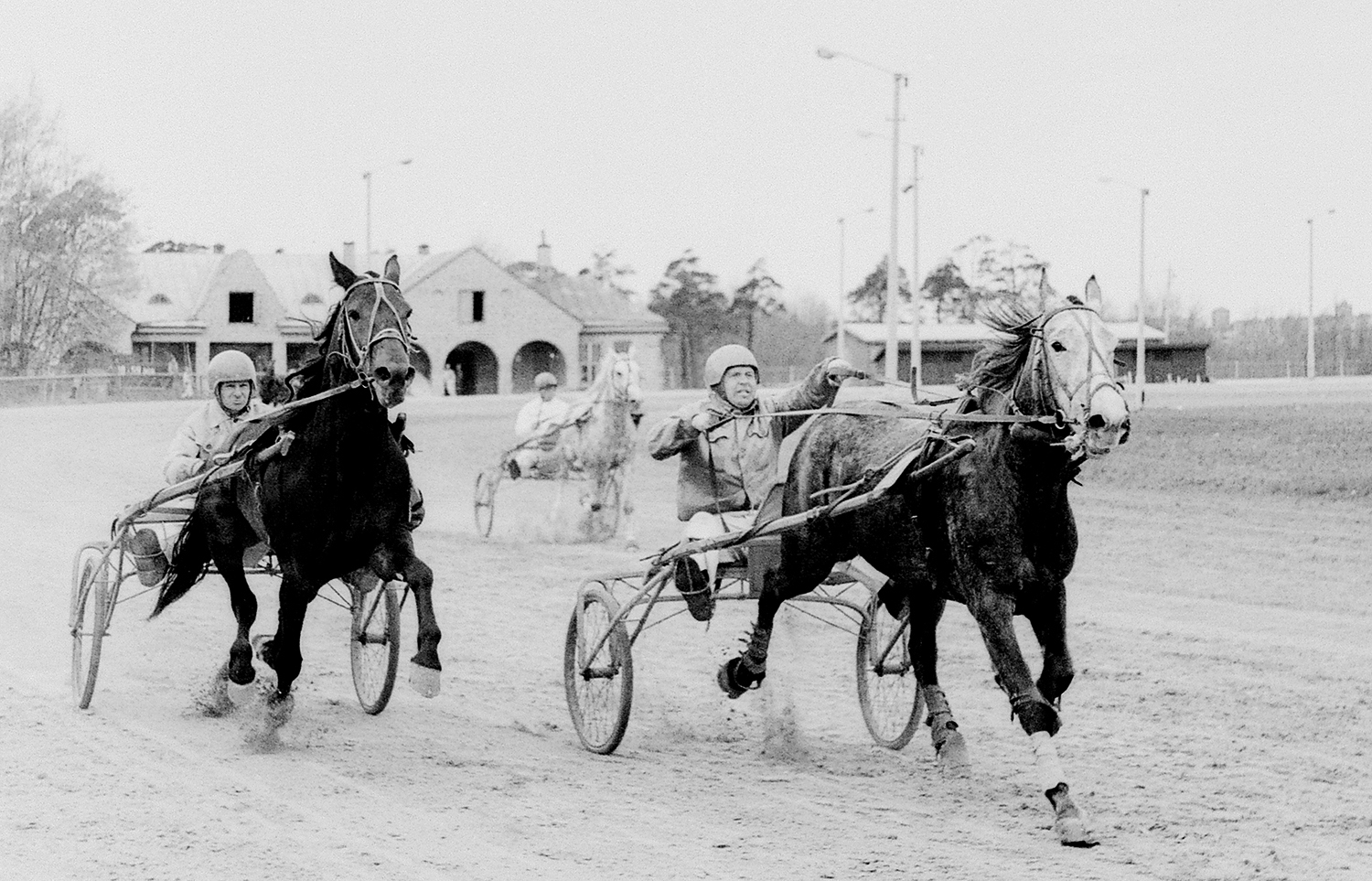
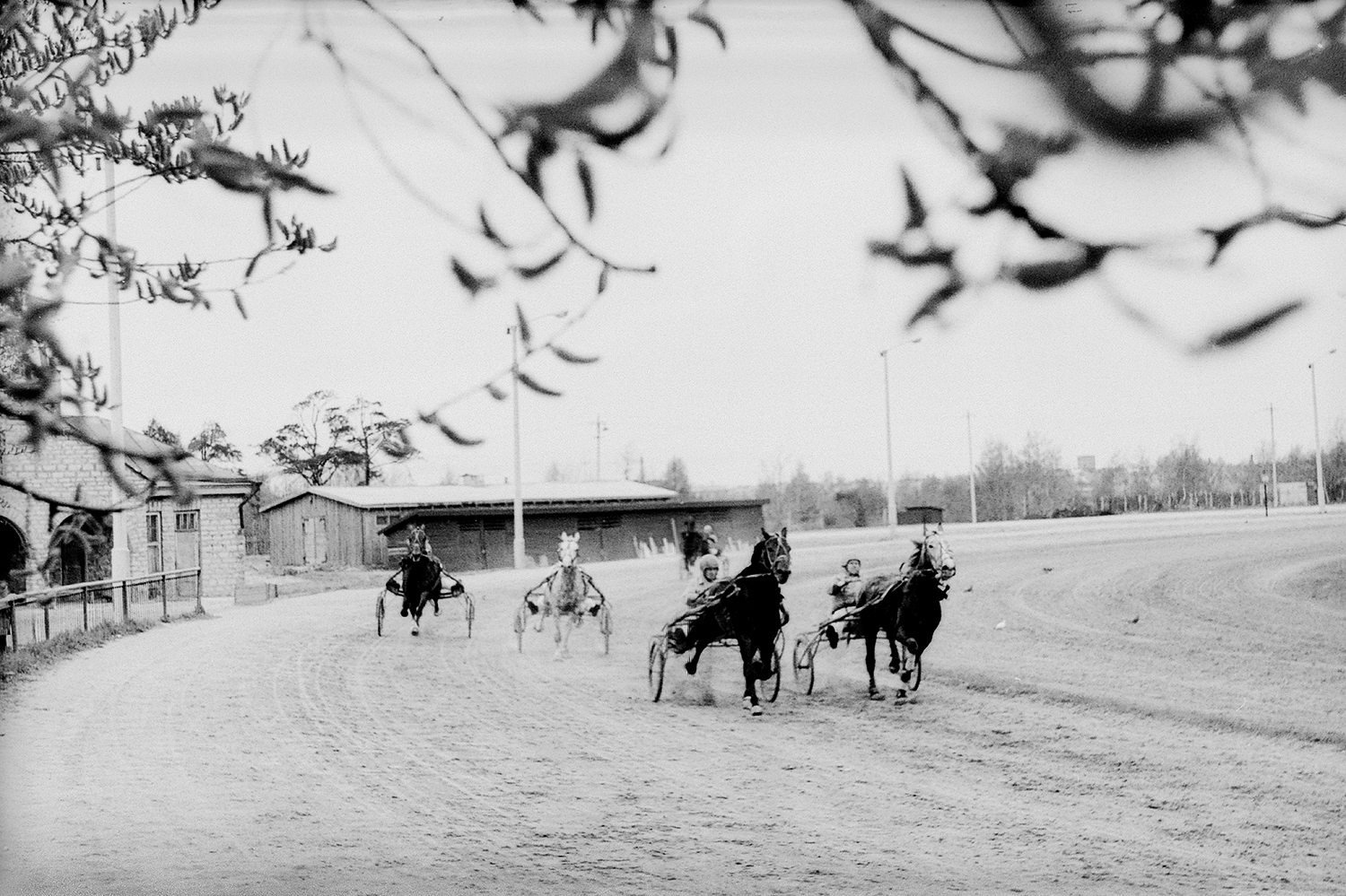